# U-Boot-Klasse VII
Die U-Boot-Klasse VII, offiziell Typ VII genannt, war eine Bauserie von U-Booten der deutschen Kriegsmarine im Zweiten Weltkrieg. Entstanden aus den Erste-Weltkriegs-Konstruktionen UF und UG und den Erfahrungen mit Typ I und Typ II, war sie die am häufigsten produzierte U-Boot-Klasse der Geschichte; mit ihr wurden auch mehr Raum an Schiffstonnage versenkt als mit jedem anderen Typ. Mehr als 700 Einheiten wurden in Dienst gestellt. Geplant waren noch 160 weitere, deren Bau aber zugunsten des technisch überlegenen Typs XXI gestrichen wurde.
Beim Typ VII handelte es sich um Zweihüllen-Hochseeboote, deren charakteristisches Merkmal die außenliegenden, zusätzlichen Treibstofftanks waren, die sogenannten Satteltanks in den seitlichen Rumpfausbuchtungen. Im Gegensatz zu den Hochseebooten des Typs IX und den Küsten-U-Booten des Typs II wurden sie „Atlantikboote“ genannt. Sie erreichten von allen im Zweiten Weltkrieg gebauten Booten die größte Tauchtiefe, diese ging in der Praxis deutlich über die Werftgarantie hinaus. Die Boote hatten eine hohe Angriffskraft und gute Leistungseigenschaften bei relativ geringen Abmessungen, unter Verzicht auf Wohnqualität.

## Baureihen

### Typ VII A
Dieser U-Boot-Typ wurde in den Jahren 1933–1934 entwickelt. Es war bedeutend größer als der Typ II und verfügte über vier Bugtorpedorohre und ein Hecktorpedorohr. Dieses Hecktorpedorohr war außerhalb des Druckkörpers angebracht, wodurch ein Nachladen unter Wasser nicht möglich war. Bis in die ersten Kriegsjahre waren diese U-Boote mit einer 8,8-cm-Kanone vor dem Turm ausgestattet. Später wurde auf die Kanone verzichtet, zumal aufgrund der zunehmenden Luftüberlegenheit der Alliierten der Überwasserbeschuss zu riskant war.
 Technische Daten 
- Verdrängung: Gesamtformverdrängung 915 m³
  - über Wasser 626 Tonnen
  - unter Wasser 745 Tonnen
- Länge: Gesamt 64,5 m, Druckkörper 45,5 m
- Breite: Gesamt 5,85 m, Druckkörper 4,7 m
- Tiefgang: 4,4 m
- Höhe: 9,5 m
- Antrieb:
  - über Wasser: zwei 6-Zylinder-Dieselmotoren MAN M6V40/46 mit insgesamt 2310 PS (1700 kW)
  - unter Wasser 750 PS (560 kW)
- Geschwindigkeit:
  - über Wasser 17 Knoten (31,5 km/h)
  - unter Wasser 8 Knoten (14,8 km/h)
- Reichweite:
  - über Wasser 5.396 sm (10.000 km) bei 10 Knoten (18,5 km/h)
  - unter Wasser rein elektrisch 80 sm (150 km) bei 4 Knoten (7,4 km/h)
- Torpedorohre: 5 (4 Bug, 1 Heck)
- Torpedos: 11
- Bordgeschütz: 8,8 cm L/45 mit 220 Schuss
- Besatzung: 42–46 Mann
- Tauchtiefe: 130 m regulär
  - 200 m äußerste Tauchtiefe
  - 250 m rechnerische Zerstörungstiefe

 Einheiten 

Es wurden zwischen 1935 und 1937 zehn U-Boote dieses Typs gebaut; alle bis auf zwei wurden versenkt.
U 27 · U 28 · U 29 · U 30 · U 31 · U 32 · U 33 · U 34 · U 35 · U 36

### Typ VII B
Ein Nachteil des Typs VII A war die geringe Reichweite und der fehlende Hecktorpedoraum. Aus diesem Grund wurden in den Jahren 1936–1940 insgesamt 24 Boote des Typs VII B mit einer um 33 Tonnen erhöhten Treibstoffkapazität gebaut, was die Reichweite auf 6500 sm steigerte. Zudem waren sie etwas schneller und durch ein zweites Ruder beweglicher als der Typ VII A. Sie erhielten einen vollwertigen Hecktorpedoraum mit Platz für einen Reservetorpedo. Das VII B war außerdem mit vier abgeschotteten Abteilungen im Oberdeck versehen, in denen weitere Reservetorpedos gelagert wurden, wodurch insgesamt 14 Torpedos mitgeführt werden konnten. Darüber hinaus war es durch die höhere Reichweite und Geschwindigkeit für den Hochseeeinsatz im Atlantik geeignet. Nach der Kiellegung 1938 bereitete der Typ VII B den Weg für die am weitesten verbreitete U-Boot-Variante überhaupt, den Typ VII C.
Änderungen gegenüber Typ VII A:
- Verdrängung: Gesamtformverdrängung 1.040 m³
  - über Wasser 753 Tonnen
  - unter Wasser 857 Tonnen
- Länge: Insgesamt 66,5 m, Druckkörper 48,8 m
- Breite: Insgesamt 6,2 m, Druckkörper 4,7 m
- Tiefgang: 4,74 m
- Höhe: 9,5 m
- Antrieb:
  - über Wasser 3200 PS (2400 kW)
  - unter Wasser 750 PS (560 kW)
- Geschwindigkeit:
  - über Wasser 17,9 Knoten (33,2 km/h)
  - unter Wasser 8 Knoten (14,8 km/h)
- Reichweite:
  - über Wasser 6.500 sm (12.000 km) bei 12 Knoten (22,2 km/h)
  - unter Wasser rein elektrisch 90 sm (170 km) bei 4 Knoten (7,4 km/h)
- Torpedorohre: Bug 4, Heck 1
- Reservetorpedos: 7 intern, extern 2 (externe Torpedos mussten aufgetaucht in den Torpedoraum gebracht werden)
- Besatzung: 44–48 Mann
- Tauchtiefe: 150 m (reguläre Tiefe); 200 m (äußerste Tiefe)
- Abtauchzeit: 30 Sekunden
- Geschütze:
  - 1 × 8,8-cm-Geschütz (Schiffsbekämpfung)
  - 1 × 2-cm-Flak 30 (Flugzeugbekämpfung)

Einheiten

Vom Typ VII B wurden 24 Boote gebaut.

### Typ VII C

Schematische Darstellung des Typs VII C

U-Boot VII C – Seitenansicht

Der Typ VII C war das bei weitem meistgebaute U-Boot überhaupt. Er war außerdem der erfolgreichste U-Bootstyp der gesamten Seekriegsgeschichte. Bis zum Kriegsende wurden 577 Einheiten fertiggestellt. Es war bei unveränderter Antriebsleistung länger als das VII B, wodurch die Leistungen im getauchten Zustand minimal schlechter ausfielen. Neben den MAN-Motoren kamen auch Krupp-GW F46 Motoren zum Einbau. Nach der ersten Indienststellung dieser Variante im April 1940 bildeten diese Einheiten das Rückgrat der U-Boot-Waffe bei der Schlacht im Atlantik.
Änderungen gegenüber Typ VII B:
- Verdrängung: Gesamtformverdrängung 1.050 m³
  - über Wasser 761 Tonnen
  - unter Wasser 865 Tonnen
- Länge: insgesamt 67,1 m, Druckkörper 50,5 m
- Breite: insgesamt 6,2 m, Druckkörper 4,7 m
- Geschwindigkeit bei Äußerste-Kraft-Fahrt:[4]
  - über Wasser 17,6 Knoten (32,6 km/h)
  - unter Wasser 7,6 Knoten (14,1 km/h)
- Reichweite:
  - über Wasser 6.500 sm (12.000 km) bei 12 Knoten (22,2 km/h)
  - unter Wasser rein elektrisch 80 sm (150 km) bei 4 Knoten (7,4 km/h)
- Größter Brennstoffvorrat: 113,5 t (Treiböl)
- Besatzung: 44–52 Mann
- Mitgeführte Torpedos: 14
- Tauchtiefe: 100 m (Konstruktionstauchtiefe)
  - 165 m (Prüfungstauchtiefe)
  - 250 m (rechnerische Zerstörungstauchtiefe; nach heutigen Kenntnissen betrug die Zerstörungstiefe mindestens 280 m.[5])

Einheiten

Von der meistgebauten U-Boot-Klasse wurden 568 Stück auf mehr als zwölf verschiedenen Werften gefertigt.
| - U 69 bis U 72 - U 77 bis U 82 - U 88 bis U 98 - U 132 bis U 136 - U 201 bis U 212 - U 221 bis U 232 - U 235 bis U 291 | - U 301 bis U 316 - U 331 bis U 394 - U 396 bis U 458 - U 465 bis U 473 - U 475 bis U 486 - U 551 bis U 683 - U 701 bis U 722 | - U 731 bis U 768 - U 771 bis U 779 - U 821 und U 822 - U 825 und U 826 - U 901 - U 903 bis U 905 - U 907 | - U 921 bis U 928 - U 951 bis U 994 - U 1051 bis U 1058 - U 1101 und U 1102 - U 1131 und U 1132 - U 1161 und U 1162 - U 1191 bis U 1210 |

### Typ VII C/41

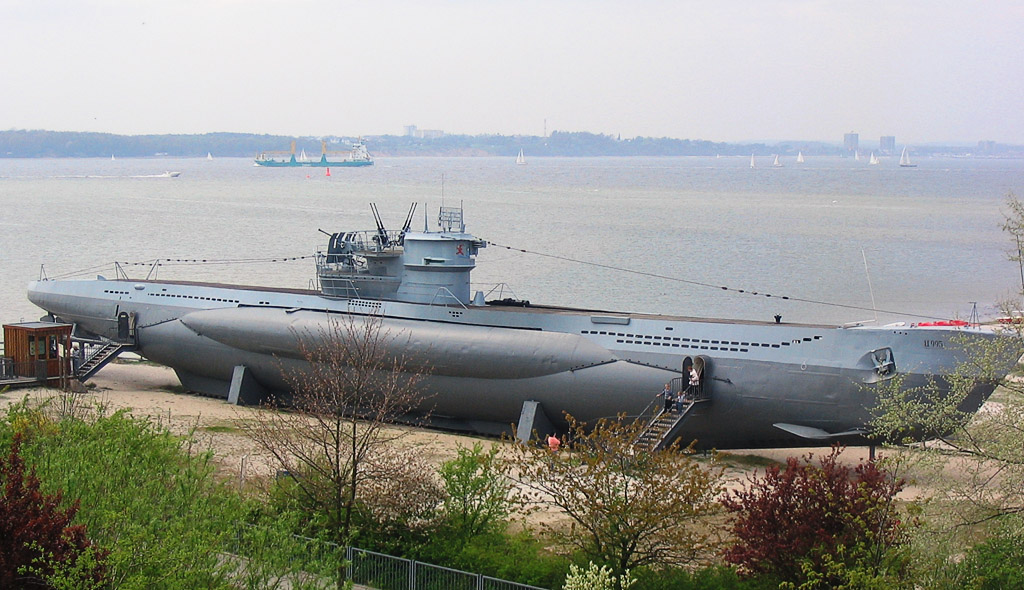
U 995, ein Boot der Version C/41, im Jahr 2004 an seinem Ausstellungsort vor dem Marineehrenmal in Laboe

Als die alliierten Anti-U-Boot-Maßnahmen immer stärker wurden, sah sich die deutsche Marineführung veranlasst, den Typ VII C weiter zu verbessern. Die zweite Hülle wurde verstärkt, um Treffern von kleinkalibrigen Kanonen besser widerstehen zu können (wegen der nun immer öfter bewaffneten Frachter); ebenso der Druckkörper, was größere Tauchtiefen und besseren Schutz vor Wasserbomben ermöglichte. Zusätzlich wurden die Boote aus leichteren Materialien gebaut, so dass ein geringeres Gesamtgewicht erreicht wurde, was die Manövrierfähigkeit und die Geschwindigkeit leicht verbesserte. Ein neu entworfener Bug verbesserte nochmals die Manövrierfähigkeit. Durch die ständige Verbesserung des alliierten Radars und die Gefahr durch Flugzeuge waren Verbesserungen nötig geworden, die diesen Bootstyp in die Lage versetzten, sehr schnell zu tauchen. Dieser Typ war das am zweithäufigsten gebaute deutsche Unterseeboot. Die Auslieferung des ersten Bootes dieser Variante erfolgte im August 1943.
Änderungen gegenüber Typ VII C:
- Verdrängung: Gesamtformverdrängung 990 m³
  - über Wasser 759 Tonnen
  - unter Wasser 860 Tonnen
- Tauchtiefe: 120 m (Konstruktionstauchtiefe)
  - 200 m (Prüfungstauchtiefe)
  - 300 m (rechnerische Zerstörungstauchtiefe)
- Abtauchzeit: 25 Sekunden
- Bewaffnung: 2-cm-Zwillingsflak, schweres Flakgeschütz 3,7 cm
- Sonstiges: Schnorchel anstelle 8,8-cm-Deckgeschütz
- 4 Rettungskapseln am Bug auf der linken Seite

Einheiten

Es wurden 91 Einheiten indienstgestellt.
| - U 292 bis U 300 - U 317 bis U 328 - U 827 und U 828 | - U 929 und U 930 - U 995 - U 997 bis U 1010 | - U 1013 bis U 1025 - U 1063 bis U 1065 - U 1103 bis U 1110 | - U 1163 bis U 1172 - U 1271 bis U 1279 - U 1301 bis U 1308 |

Innenansichten

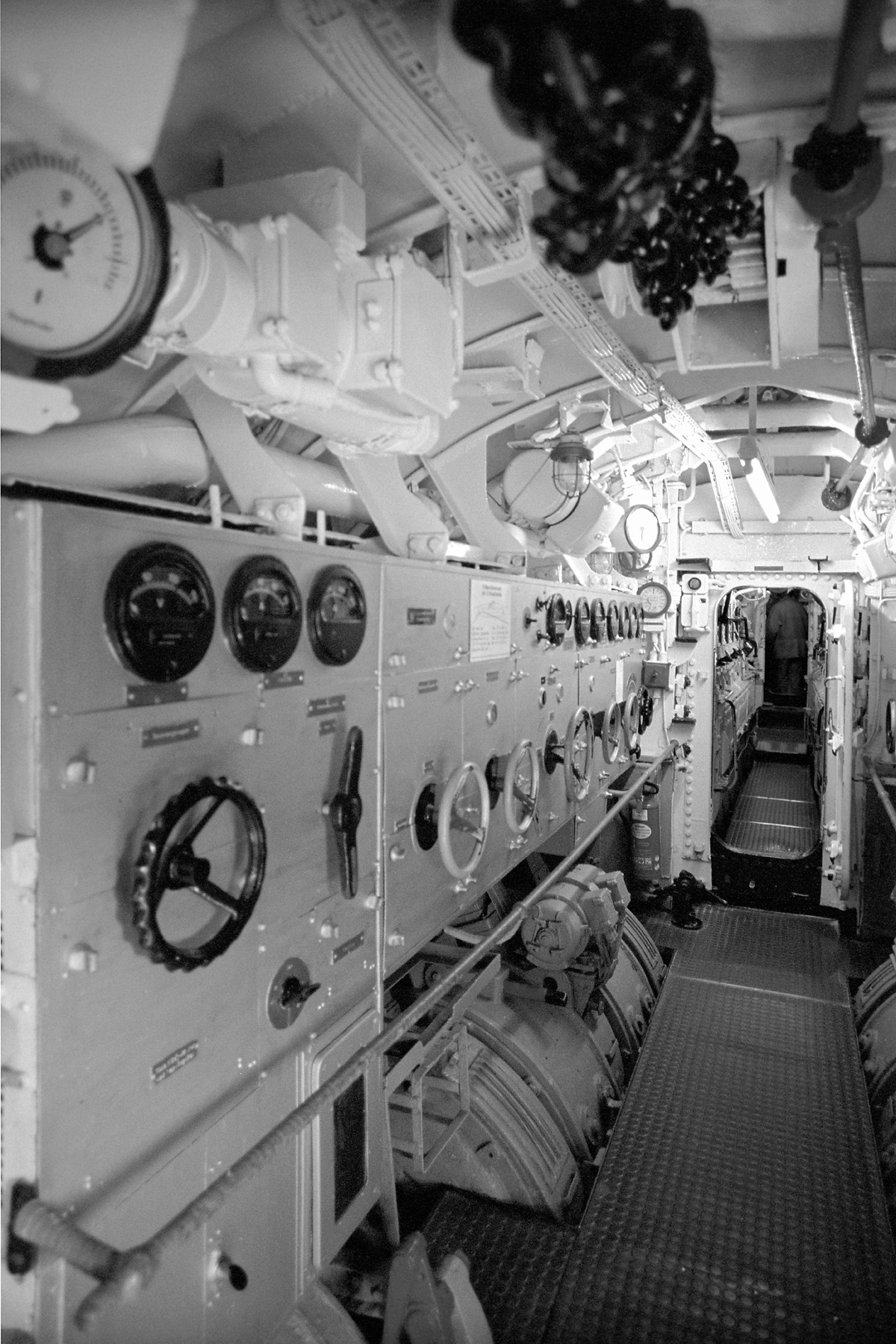
E-Maschinenraum, dahinter der Dieselraum
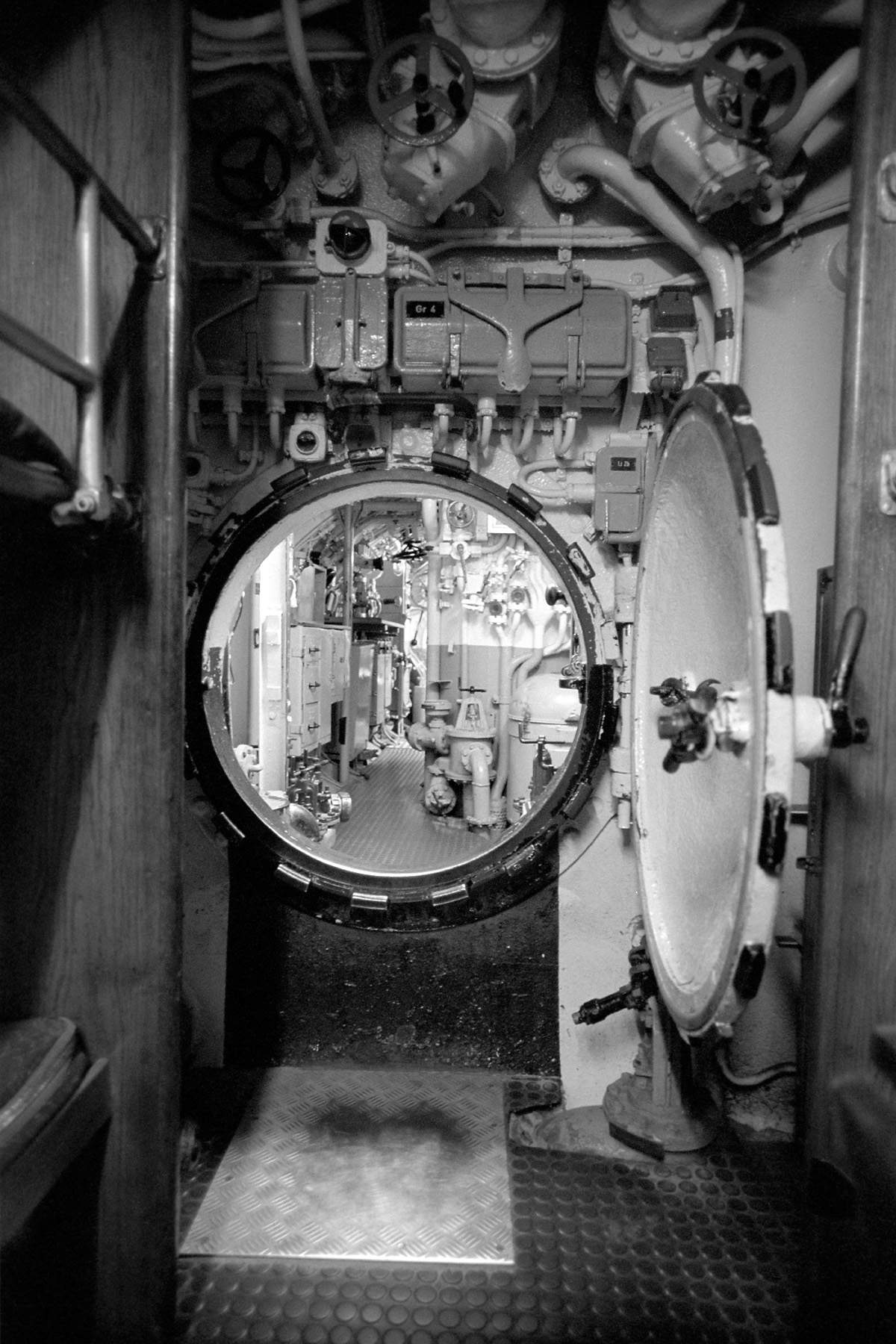
Druckschott, dahinter die Zentrale
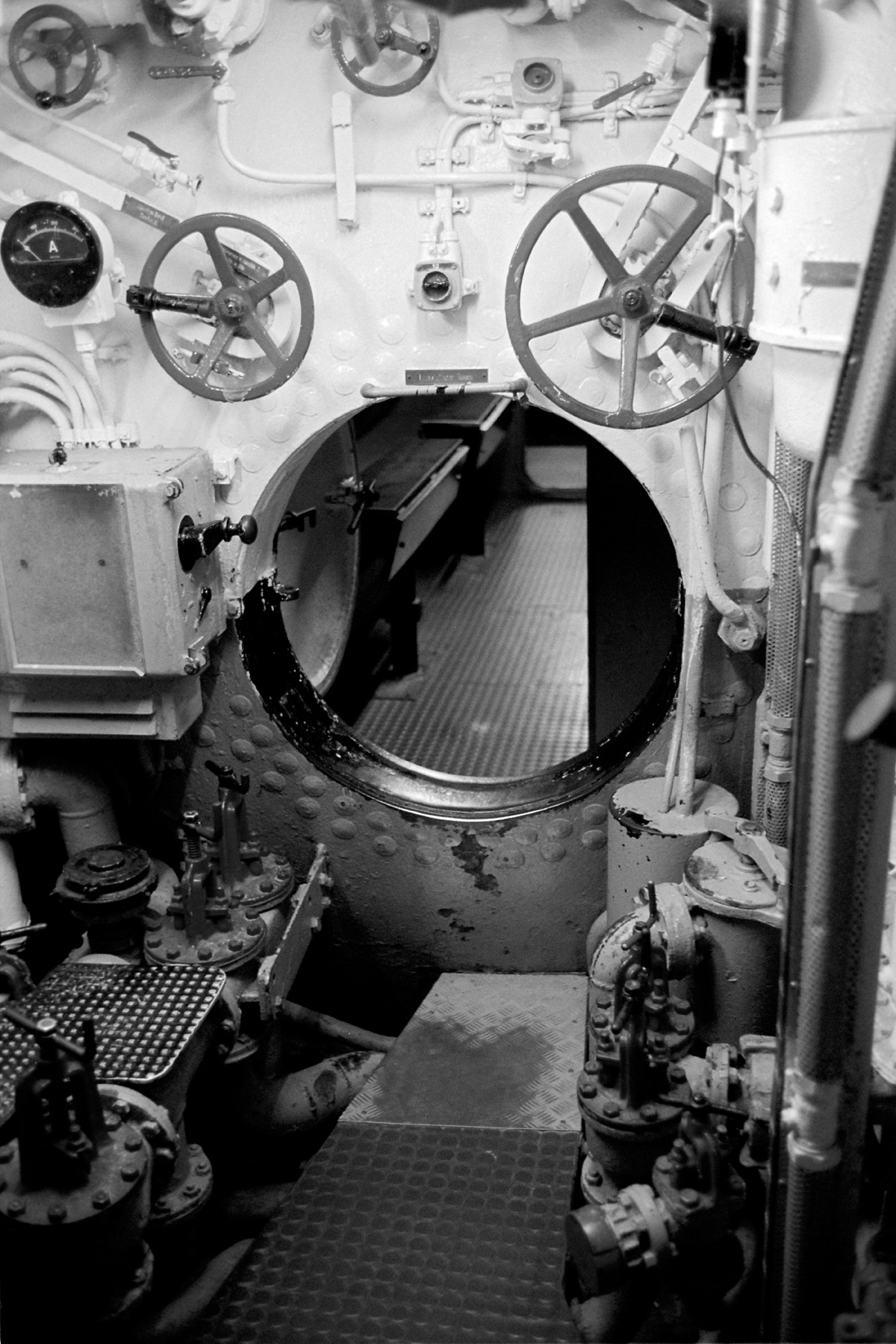
Zentrale, Blick nach achtern in den Unteroffiziersraum
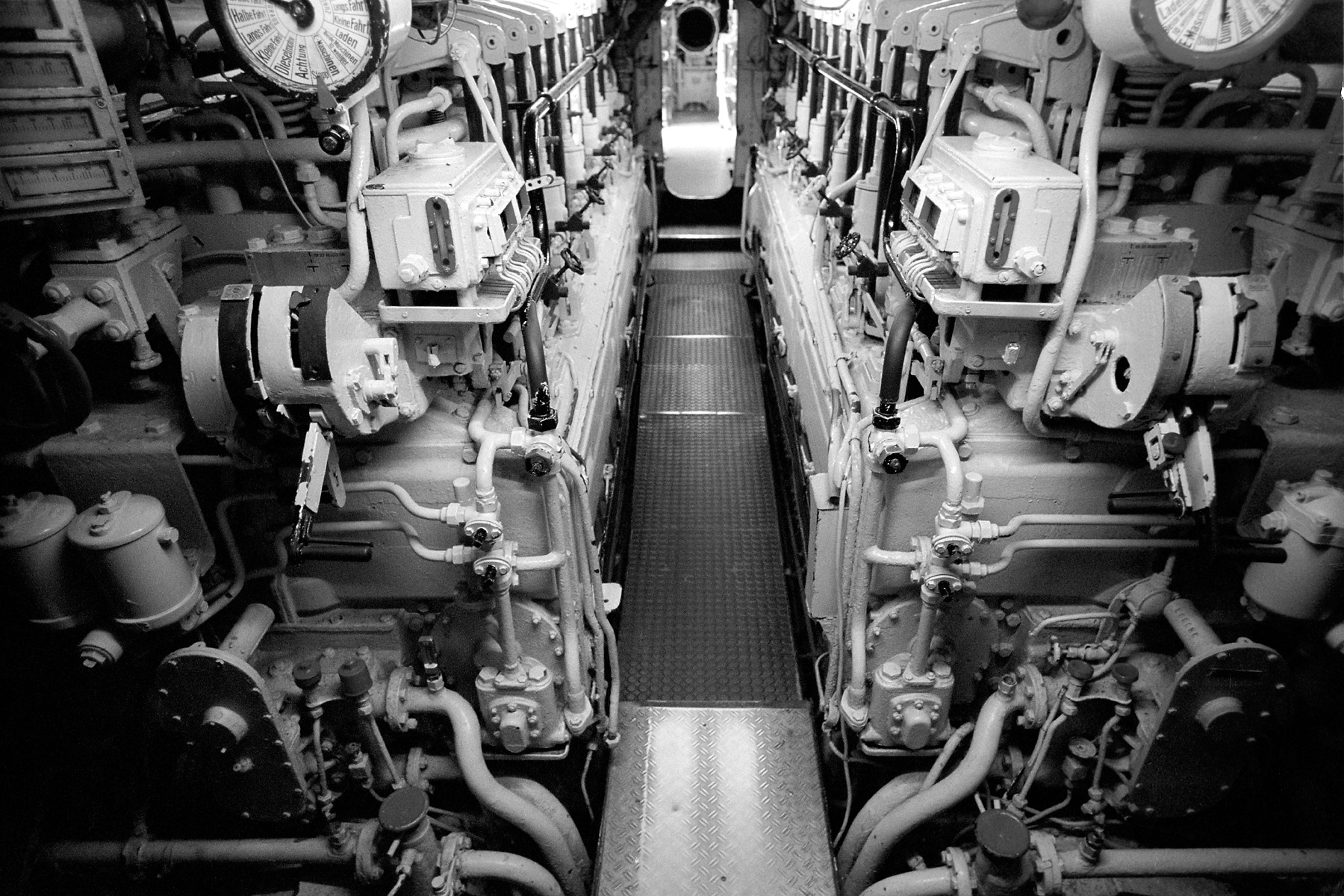
Dieselraum
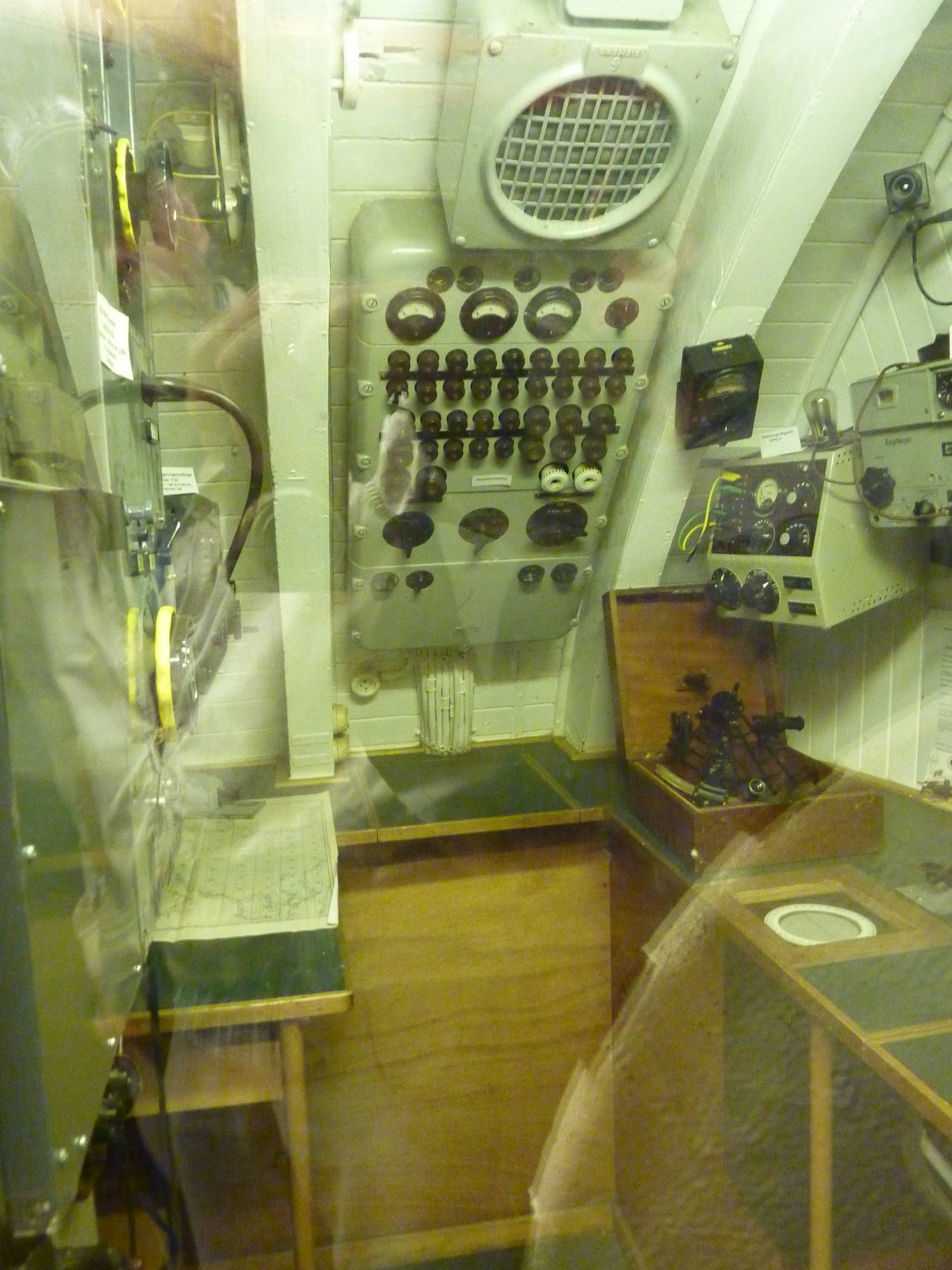
Funkraum
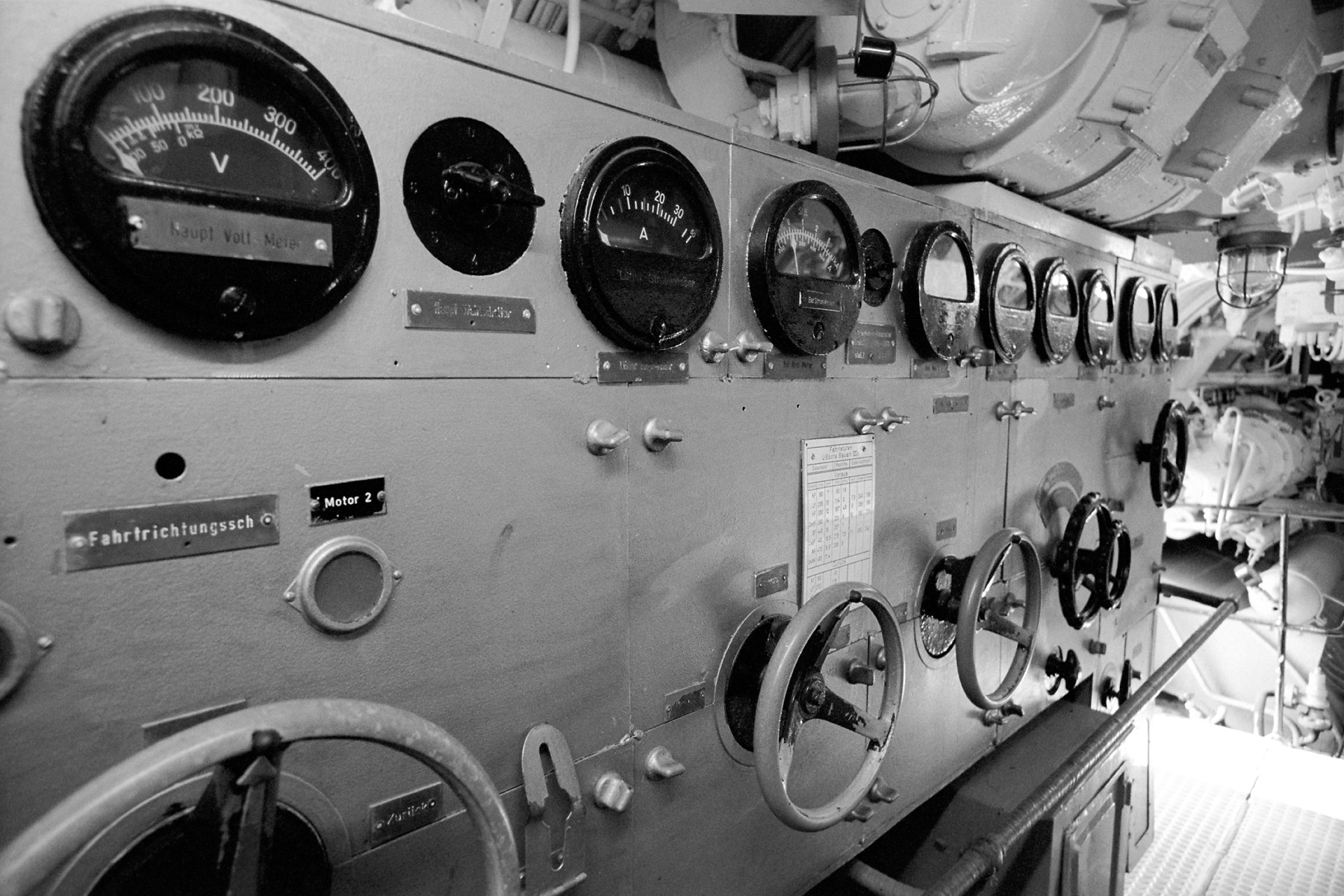
Steuerstand der E-Maschinen
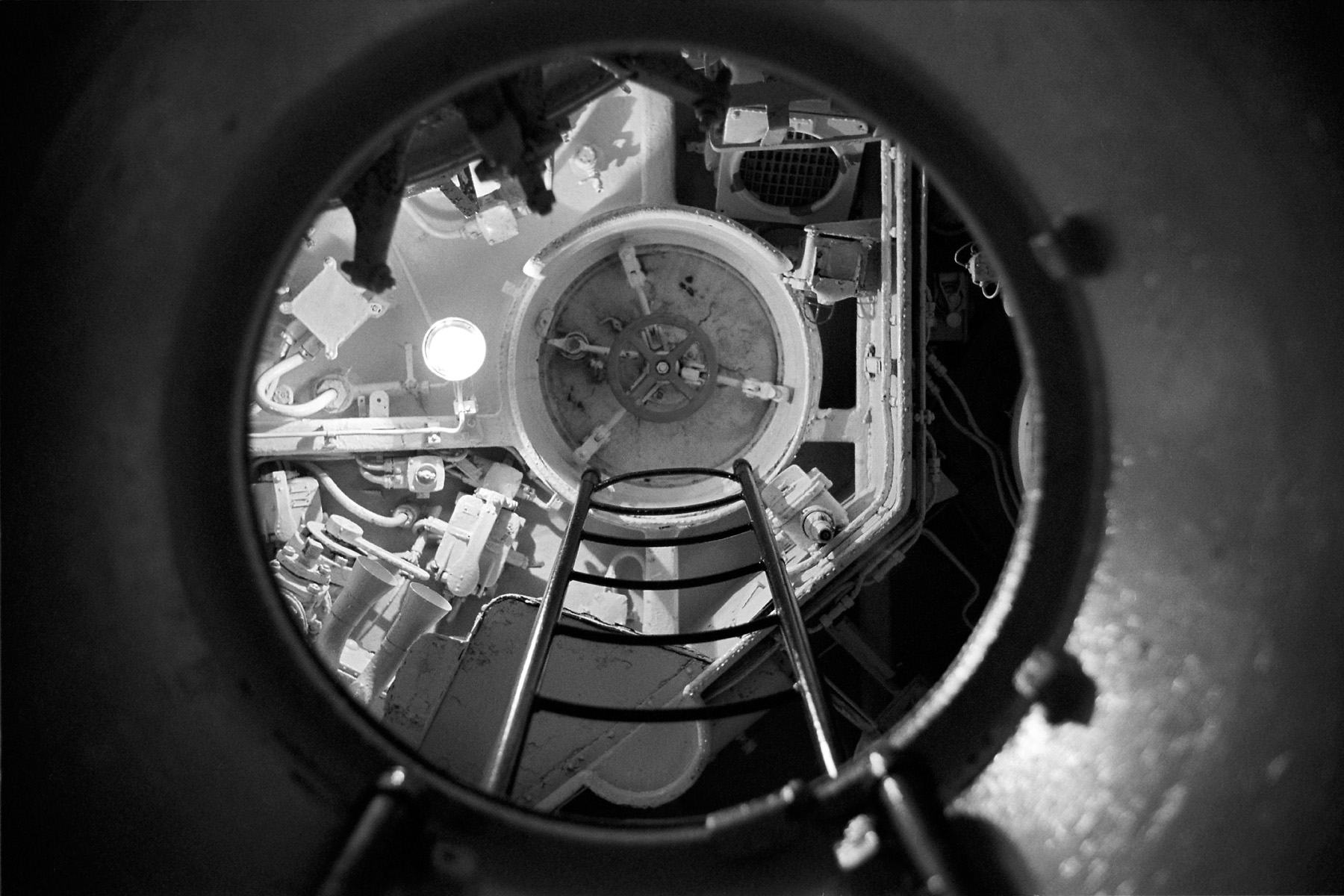
Blick von der Zentrale in den Turm
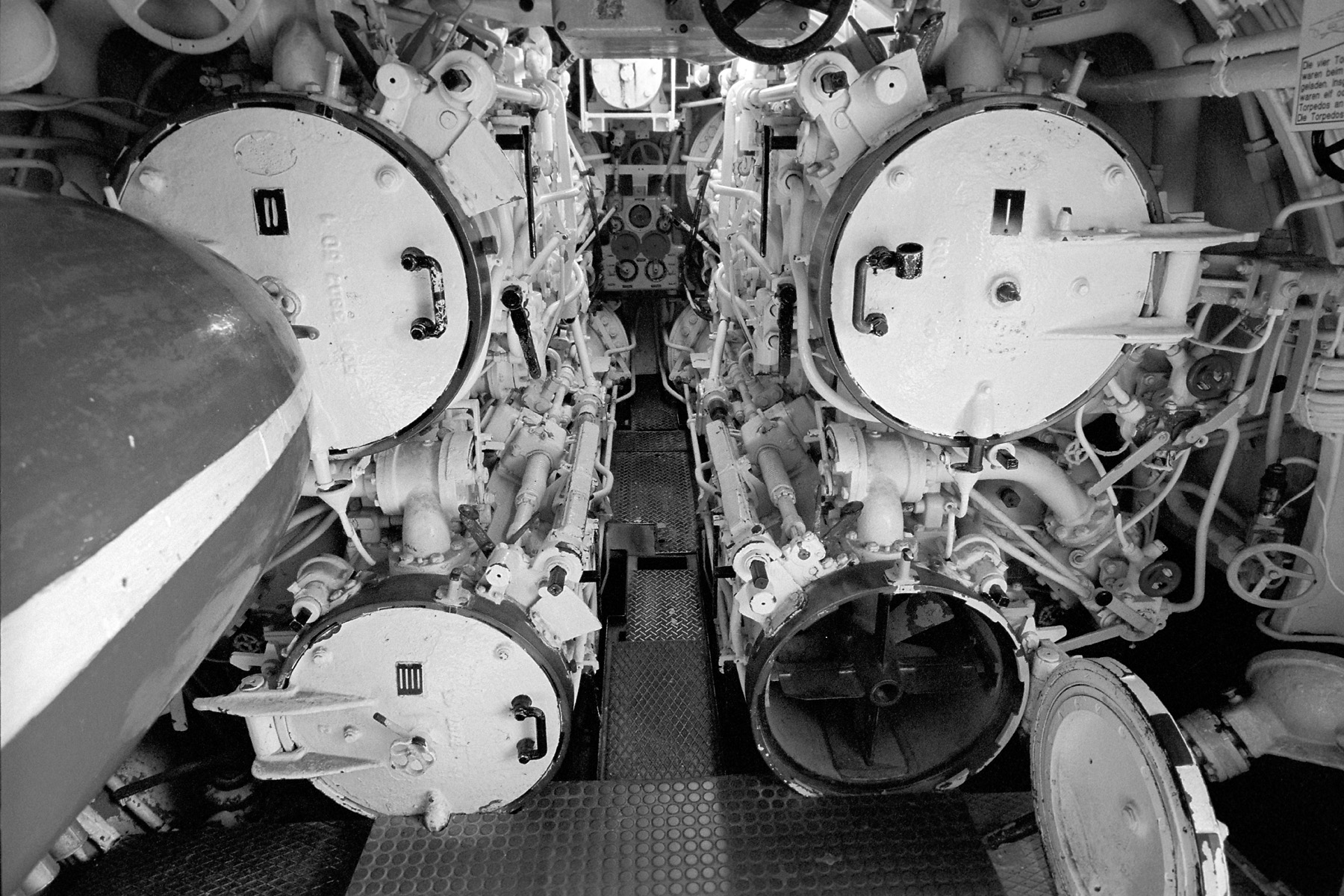
Bugraum mit den vier Torpedorohren
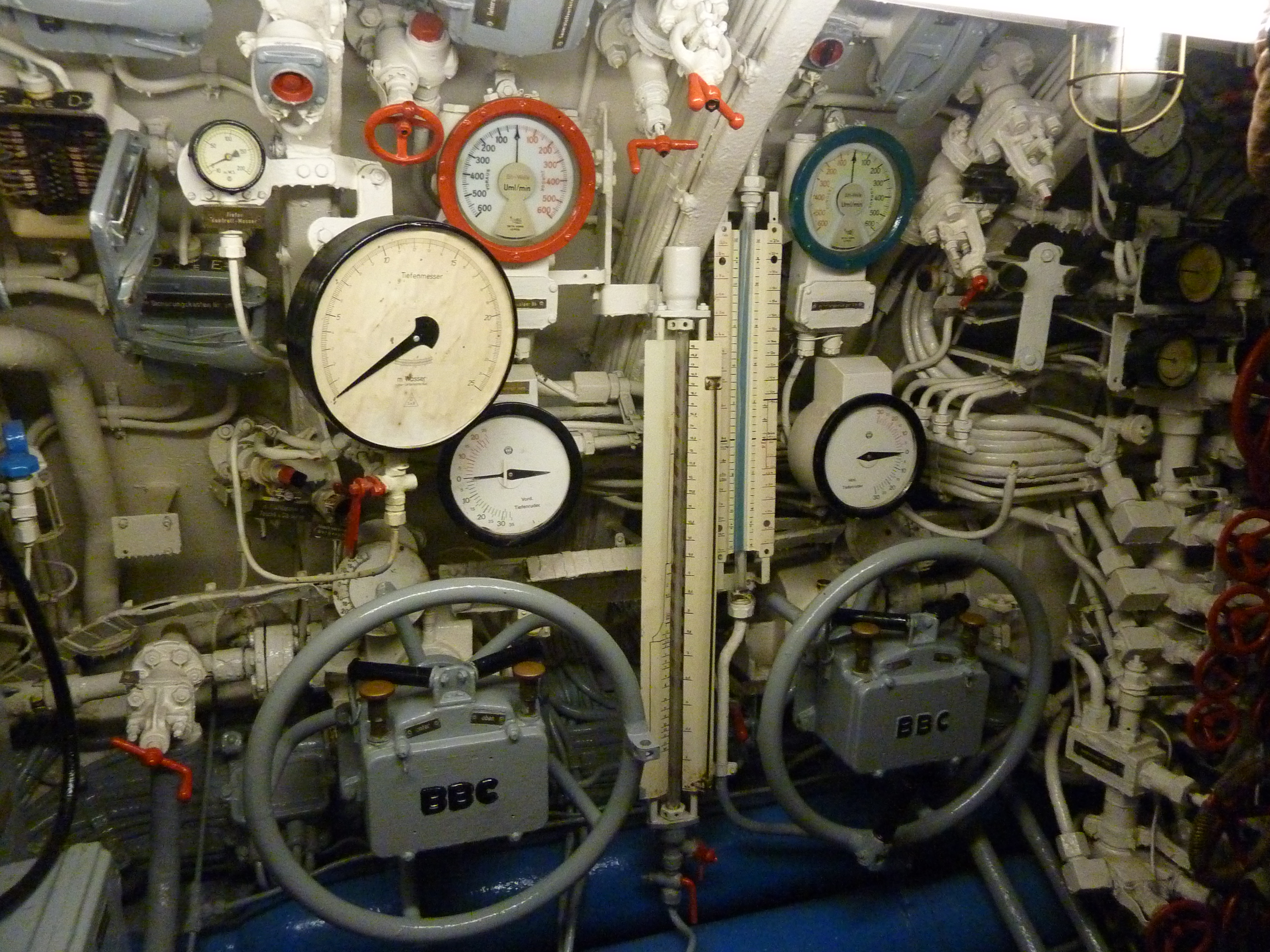
Kontrollraum mit Tiefensteuerung
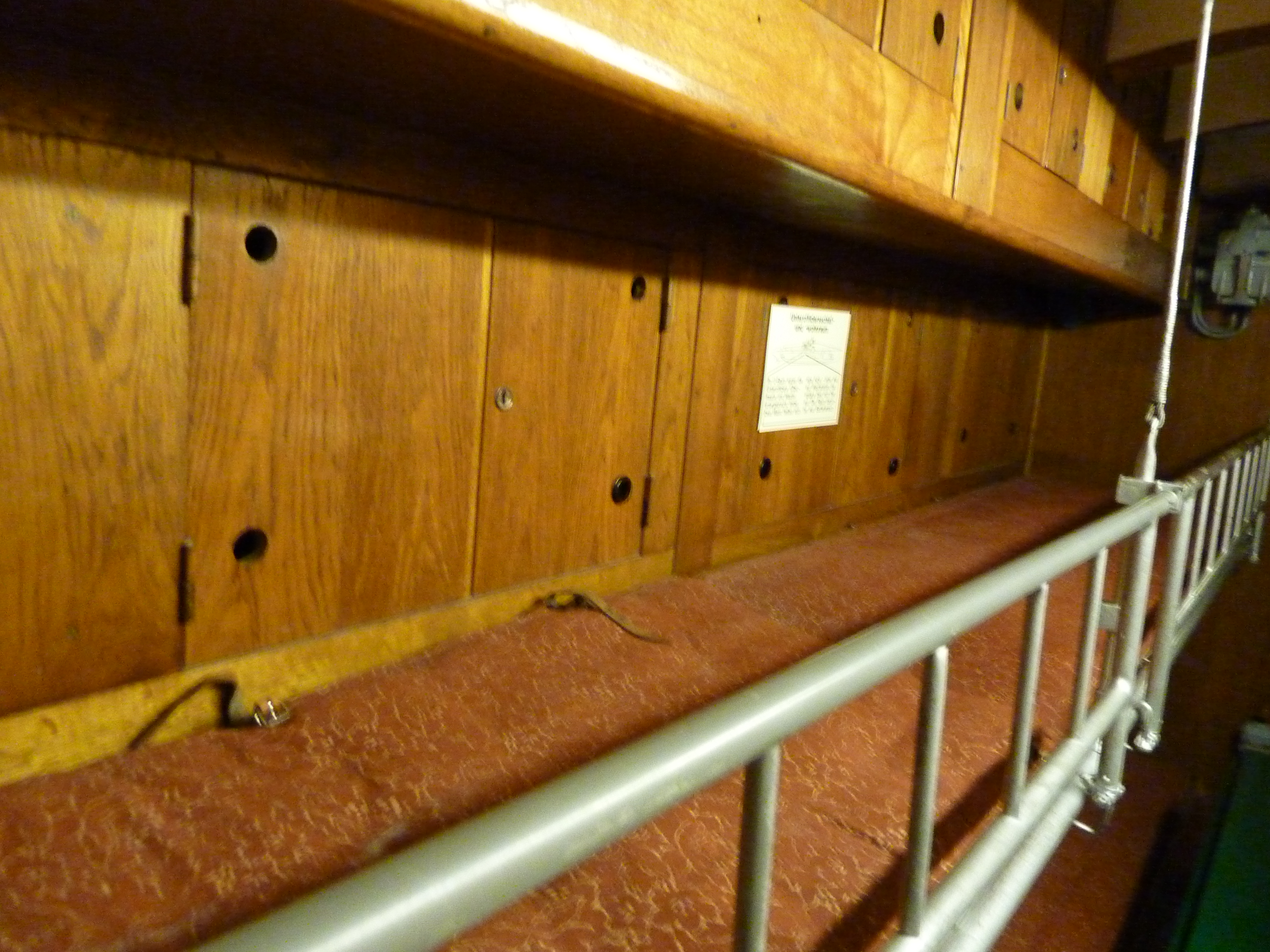
Schlafraum der Unteroffiziere

### Typ VII C/42
Dieser Typ stellt eine Neukonstruktion aus den Fronterfahrungen bis 1942 dar und war merklich größer als die Vorgängertypen. Durch die Verwendung von Panzermaterial für den Druckkörper sollte es von allen U-Booten im Zweiten Weltkrieg die größte Tauchtiefe erreichen können. Dieses Modell hatte kein Deckgeschütz mehr, was zu einer höheren Unterwassergeschwindigkeit beitrug.
Die Verträge für diese U-Boot-Klasse wurden am 30. September 1943 gekündigt, alle bereits auf Kiel gelegten Boote wieder demontiert. Stattdessen wurden die U-Boote vom Typ XXI gebaut.
Änderungen gegenüber Typ VII C:
- Verdrängung: Gesamtformverdrängung 1199 m³
  - über Wasser 999 Tonnen
  - unter Wasser 1099 Tonnen
- Länge: 68,7 Meter
- Breite: 6,7 Meter
- Tiefgang: 5,1 Meter
- max. Geschwindigkeit:
  - über Wasser 18,6 Knoten (34,4 km/h)
  - unter Wasser 8,5 Knoten (15,7 km/h)
- Reichweite:
  - über Wasser 10.000 sm (18.500 km) bei 12 Knoten (22,2 km/h)
  - unter Wasser rein elektrisch 80 sm (150 km) bei 4 Knoten (7,4 km/h)
- Torpedos: 16
- Tauchtiefe: 200 m (Konstruktionstauchtiefe)
  - 280 m (Prüftauchtiefe)
  - 400 m (rechnerische Zerstörungstiefe)
- Bewaffnung: 2-cm-Zwillingsflak, schweres Flakgeschütz 3,7 cm
- sonstiges: Schnorchel anstelle 8,8-cm-Deckgeschütz

### Typ VII D
Dieser Typ wurde als Minenleger konzipiert und hatte eine um etwa zehn Meter verlängerte Mittelsektion, in der sich fünf senkrechte Schächte zur Aufnahme von Ankertauminen befanden. Weil alle deutschen U-Boot-Typen in der Lage waren, speziell entwickelte Minen aus den Torpedorohren auszustoßen und somit kein erhöhter Bedarf an Minenlegerbooten bestand, wurden nur sechs Boote gebaut.
Änderungen gegenüber Typ VII C:
- Verdrängung: Gesamtformverdrängung 1285 m³
  - über Wasser 965 Tonnen
  - unter Wasser 1080 Tonnen
- Länge: Insgesamt 76,9 m, Druckkörper 59,8 m
- Breite: Insgesamt 6,38 m, Druckkörper 4,7 m
- Tiefgang: 5,01 m
- Höhe: 9,7 m
- Geschwindigkeit:
  - über Wasser 16,7 Knoten (31 km/h)
  - unter Wasser 7,3 Knoten (13,5 km/h)
- Reichweite:
  - über Wasser 11.200 sm (20.700 km) bei 10 Knoten (18,5 km/h)
  - unter Wasser rein elektrisch 69 sm (130 km) bei 4 Knoten (7,4 km/h)
- Torpedos: 12
- Minen: 15
- Flugabwehr: bis 1942 1× 2-cm-Flak, später 2× 2-cm-Flak + 1× 3,7-cm-Flak
- Besatzung: 44 Mann

Einheiten

### Typ VII F
Diese Version wurde hauptsächlich als Torpedotransporter gebaut. Sie basierte auf dem Typ VII D, wobei statt der Minenschächte Ladekapazität für 25 Torpedos geschaffen wurde. Da die Übernahme von Torpedos durch ein anderes Boot das Auftauchen beider Boote erforderte und dieses im Atlantik sehr riskant war, wurden die Boote hauptsächlich zum Transport zwischen den Basen, insbesondere zur Basis der Monsun-Boote im malaysischen Penang verwendet. Es wurden lediglich vier Boote gebaut, von denen nur eines den Krieg überstand.
Technische Daten:
- Verdrängung: Gesamtformverdrängung 1345 m³
  - über Wasser 1084 Tonnen
  - unter Wasser 1181 Tonnen,
- Länge: insgesamt 73,63 m, Druckkörper 60,40 m
- Breite: insgesamt 7,3 m, Druckkörper 4,7 m
- Tiefgang: 4,91 m
- Höhe: 9,6 m
- Antrieb:
  - über Wasser 2400 kW (3200 PS)
  - unter Wasser 560 kW (750 PS)
- Geschwindigkeit:
  - über Wasser 17,9 Knoten (33,2 km/h)
  - unter Wasser 7,9 Knoten (14,6 km/h)
- Reichweite:
  - über Wasser 14.700 sm (26.000 km) bei 10 Knoten (18,5 km/h)
  - unter Wasser rein elektrisch 75 sm (140 km) bei 4 Knoten (7,4 km/h)
- Torpedorohre: Bug 4, Heck 1
- Torpedos: 14 (25 als Ladung)
- Besatzung: 46–52 Mann

Einheiten
Allgemeiner Hinweis
Die angegebenen Daten sind in der Regel als Maximalwerte anzusehen. Insbesondere die tatsächliche Reichweite mit Elektromotoren hing sehr stark vom Zustand und der Temperatur der Batterien ab; diese konnten stark variieren. Auch Angaben zur maximalen Tauchtiefe können durch ausgebesserte Schäden oder Unterschiede in der Materialqualität erheblich abweichen. In der Regel sollte man mit einem neuen U-Boot mit guten Materialien die äußerste Tiefe erreichen, aber man näherte sich ihr gewöhnlicherweise nicht mehr als 10 bis 30 Meter. Je weiter der Krieg nach 1942 voranschritt, desto schlechter wurde die Materialqualität.

## Einsatz
Zu Kriegsanfang am 1. September 1939 verfügte die Kriegsmarine über 19 Boote des Typs VII. Zehn dieser Boote waren von der Baureihe A, die im Rahmen des Spanischen Bürgerkrieges eingesetzt war. Weitere 15 Boote befanden sich im Bau.
Im Laufe des Krieges kam der Typ VII in allen europäischen Meeren zum Einsatz, hauptsächlich im Atlantik, aber auch in der Nordsee, Ostsee, Arktis und im Mittelmeer. Die erste Versenkung eines Schiffes durch ein Unterseeboot im Zweiten Weltkrieg erfolgte durch ein Boot des Typs VII (U 30). Die zwei U-Boote mit dem höchsten versenkten Schiffsraum waren mit U 48 und U 99 ebenfalls vom Typ VII.
Von den 705 in Dienst gestellten Booten des Typs VII gingen 437 durch Kampfhandlungen verloren. 165 Boote wurden selbst versenkt oder den Alliierten bei Kriegsende übergeben. Bei den restlichen etwa 100 Booten trat der Verlust durch andere Ursachen ein, hauptsächlich durch Bombardierung der Häfen oder Werften.
Ab 1949 gingen drei dieser U-Boote als Kriegsbeute an die Königlich Norwegische Marine, wo sie unter der Bezeichnung K-Klasse bis 1964 im Dienst waren. Dies waren die Boote Kya (U 926) von 1949 bis 1964, Kinn (U 1202) von 1951 bis 1961 und die Kaura (U 995) von 1952 bis 1962, welches später wieder an Deutschland zurückgegeben wurde.
| Datum      | U-Boot | Kommandant                     | Schiffstyp           | Schiffsname  |
| ---------- | ------ | ------------------------------ | -------------------- | ------------ |
| 17.09.1939 | U 29   | Otto Schuhart                  | Flugzeugträger       | Courageous   |
| 14.10.1939 | U 47   | Günther Prien                  | Schlachtschiff       | Royal Oak    |
| 14.11.1941 | U 81   | Friedrich Guggenberger         | Flugzeugträger       | Ark Royal    |
| 25.11.1941 | U 331  | Hans Diedrich von Tiesenhausen | Schlachtschiff       | Barham       |
| 14.12.1941 | U 557  | Ottokar Paulshen               | Kreuzer              | Galatea      |
| 21.12.1941 | U 751  | Gerhard Bigalk                 | Geleitflugzeugträger | Audacity     |
| 11.03.1942 | U 565  | Johann Jebsen                  | Kreuzer              | Naiad        |
| 16.06.1942 | U 205  | Franz-Georg Reschke            | Kreuzer              | HMS Hermione |
| 11.08.1942 | U 73   | Helmut Rosenbaum               | Flugzeugträger       | Eagle        |
| 01.02.1943 | U 617  | Albrecht Brandi                | Minenkreuzer         | HMS Welshman |
| 18.02.1944 | U 410  | Horst-Arno Fenski              | Kreuzer              | Penelope     |

## Technische Spezifikationen

### Umbauten während des Krieges
Da der Typ VII im Grunde eine Weiterentwicklung der deutschen U-Bootkonstruktionen des Ersten Weltkriegs war, ist sein Schutz gegen Fliegerangriffe mit der einzigen 20-mm-Maschinenkanone nicht sehr ausgeprägt und musste an die veränderten Erfordernisse des Krieges angepasst werden. So entstanden:
1. Turmumbauten:
  1. Turm 0:
    1. 2-cm-Flak 30 oder 38 in verschiedenen Lafetten
    2. ab 1942/43 mit verstärkter MG-Bewaffnung: 4× MG 34 bzw. MG 15 oder 2× MG 81 Z.
    3. auf den Mittelmeerbooten zwei zusätzliche Breda-Zwillings-MG 13,2 mm.

  2. Turm I: nur auf U 553 (Erprobungsboot): 1× 2-cm-Flak 30 und 2× MG 151Z.
  3. Turm II:
    1. 2× 2-cm-Flak 30 oder 38 in verschiedenen Lafetten.
    2. einige Boote im Juli 1943 erhielten 1× 2-cm-Flak 30 oder 38 und 1× 2-cm-Flak 38II in Lafette M43U.

  4. Turm III: nur für wenige Boote im April/Mai 1943: 2× 2-cm-Flak 38.
  5. Turm IV:
    1. 2× 2-cm-Flak 30 oder 2× 2-cm-Flak 38II in Lafette M43U und 1× 2-cm-Flak-Vierling 38/42 in verschiedenen Ausführungen als Zwischenlösung.
    2. 2× 2-cm-Flak 38II in Lafette M43U ' und 1× 3,7-cm-Flak M42 U in verschiedenen Lafetten
    3. U 1108 und U 1164 (Erprobung): 2× 2-cm-Flak 38II in Lafette M43U ' und 1× 3,7-cm-Flak M42-Zwilling in Doppellafette.

  6. Sonderumbauten waren beispielsweise ein an der Turmvorderkante eingebautes Flakgeschütz (zum Beispiel die 2-cm-Zwillings-Flak bei U 338 oder 3,7-cm-Flak M42 bei U 673) oder eine Flakfalle: Hier wurde zum Beispiel auf U 441 zum besonders schweren Schutz gegen Luftangriffe ein 2× 2-cm-Vierling (jeweils vor dem Turm und auf dem achteren Teil des Turmes) sowie eine 3,7-cm-Flak auf dem Wintergarten eingebaut. Da sich diese Versuche im Alltag nicht bewährten (unter anderem Toplastigkeit, Spritzwasserbildung, Seeschäden, verlängerte Tauchzeiten), wurden sie meist wieder entfernt.
2. Schnorchel: Der Schnorchel sollte die Marschfahrt unter Wasser in Gebieten mit hoher Gefahr von Fliegerangriffen ermöglichen.
  1. Typ I: Zuluftleitungsanschluss über Flansch am Turm und Seilantrieb.
  2. Typ II: Zuluftleitungsanschluss über Flansch am Turm und Druckölanlage mit Kreuzkopfantrieb.
  3. Typ III: Zuluftleitungsanschluss über am Drehzapfen des Schnorchelmastes und Druckölanlage mit Kreuzkopfantrieb.

Daneben gab es noch weiter Umbauten zum Starten von Wetterballonen oder dem Ausguckflugzeug „Bachstelze“, Horcheinrichtungen (zum Beispiel GHG-Balkon oder Turmumbau für FuMO-Antennen) oder Einbau einer Turmpanzerung, Schlauchbootbehälter sowie der Ausbau des Deckgeschützes (ab Anfang 1943).

### Tauchdauer
Als Luftinhalt wurde beim Typ VII-C von 400 m³ ausgegangen. Pro Besatzungsmitglied wurde mit der Freisetzung von 30 l/h CO2 und dem Verbrauch der gleichen Menge Sauerstoff gerechnet. Bei 37 Mann Besatzung wäre nach 5 Stunden und 20 Minuten ein CO2-Gehalt von 1,5 % erreicht. Ab dieser Konzentration sollte eine Luftreinigungsanlage mit Alkalipatronen eingesetzt werden. Bei weniger als 17,5 % verbleibendem Sauerstoffgehalt konnte Sauerstoff aus zehn Druckflaschen mit jeweils 50 Liter Volumen und 150 atü Druck ergänzt werden. Der Sauerstoffvorrat und die Alkalipatronen ermöglichten bei einer Besatzungsstärke von 37 Mann, 72 Stunden ununterbrochen unter Wasser zu bleiben.

## Versuchsergebnisse

### Schallemissionen bei Tauchfahrt
Kommandoübertragungen in normaler Lautstärke konnten mit üblichen Horchmitteln noch in zwei bis drei sm Entfernung gehorcht werden. Zu den relativ lauten Anlagen und Vorgängen gehörten die Pumpen, Umformer, Schaltschütze der elektrischen Steueranlagen, Ausblasen mit Druckluft und, nach Einführung des Schnorchelbetriebes, die Dieselmotoren. Beschädigte Geräte, die häufig nach Wasserbomben-Ansprengungen auftraten, konnten besonders starke und markante Geräusche verursachen, die schon weit außerhalb der ASDIC-Reichweite wahrnehmbar waren.
Der Schleichfahrtbereich mit E-Maschinen reichte bei allen deutschen U-Boot-Typen vor 1943 bis etwa 3 Knoten und wurde für jedes U-Boot individuell festgelegt. Es wurde jedoch häufig beanstandet, dass das E-Maschinengeräusch auch im Schleichfahrtbereich bei Drehzahlen von unter 120/min, in dem die Propeller keine Geräusche mehr erzeugen sollten, noch geortet wurde. Erst im Laufe des Krieges begannen systematische Untersuchungen der Körperschallemissionen. Bei einer Messfahrt mit einem VII-C-Boot wurden bei einer Propellerdrehzahl von nur 60/min in 500 m Entfernung noch deutlich hörbare E-Maschinengeräusche festgestellt. Ab Ende 1943 wurden diese durch Änderungen bei den E-Maschinennuten verringert. Gegen den Körperschall der Hilfsmaschinen wurde verstärkt die Befestigung auf Schwingmetall und Federn eingeführt.
Bei Drehzahlen von 90–120/min und 150–210/min wurde bei den Typen VII B und VII C im Bereich 400–1200 Hz sogenanntes Propellersingen festgestellt. Bei 80/min (2,5 Knoten) wurde eine Horchreichweite des Propellersingens von 4,5 km gemessen. Es konnte durch eine präzisere Fertigung der Propellerblätter weitgehend abgestellt werden. Bei hohen Drehzahlen dominierten die Propeller- und E-Maschinengeräusche. Bei Höchstfahrt waren die U-Boote stets recht laut.

### Ansprengversuche
Ansprengversuche mit 125-kg-Ladungen bei U 78 im August und Dezember 1942 ergaben folgendes:
Bei einer Ansprengentfernung von 250 m brach die Skala der Kreiseltochter im Turm. Bei 180 m Ausfall der Lampen, der Tauchmeldeklaranlage und des Ruderlagenanzeigers im Turm. Bei 135 m Ausfall des Umdrehungsanzeigers Bb im Turm, Maschinen-Spannungsmesser und Strommesser 1 & 2, mehrere Lampen im E- und Dieselraum, mehrere Sicherungen für den Kreiselkompass sowie Zerbrechen des Wasserstandsglases für Trinkwasserzelle 2. Bei 85 m fielen viele Lampen im Boot aus, insbesondere die Beleuchtung der Batterie I. Zusätzlich fielen der Druckminderer Diesel, Kreisel- und Tochterrose sowie die Sicherungen von Hilfslenz- und Trimmpumpe aus. Der Ruderlageanzeiger im Turm wurde verbogen, beim Tiefenanzeiger 200 m fiel der Zeiger ab. Die Stoß-Beschleunigungen betrugen dabei über 1000 g  ≈ 9810 m/s², die Stoßwege nur maximal 2,5 mm. Nach diesen Versuchen wurden die Boote besser stoßgedämmt. Die vorher oft brechenden und auslaufenden Batteriekästen bekamen statt der bisherigen Weichgummiauskleidung, die bei über 50 % der Kastenbrüche undicht wurde, einen Weichgummibeutel, der bei 95 % aller registrierten Kastenbrüche das Auslaufen der Batteriesäure verhinderte.

## Kunst
- Es existieren zahlreiche künstlerische Darstellungen, unter anderem durch die Marinemaler Günther Todt und Viktor Gernhard.
- Das Boot U 96 ist aus dem Roman Das Boot und dem gleichnamigen Film Das Boot bekannt.
- Das Museumsboot U 995 vom Typ VII C/41 steht in Laboe.